# Soutěže v aranžování květin
Soutěže v aranžování květin jsou soutěže, jejichž smyslem je předvést své schopnosti esteticky i technicky upravit květiny a další materiály v celkové aranžmá, které nějak působí na pozorovatele. V soutěži hodnotí výkony soutěžících při aranžování květin komise (více nebo méně laická či odborná) na základě objektivních i subjektivních pocitů. Všechna nebo vítězná aranžmá jsou často součástí navazující výstavy květin. Kritéria pro účast v soutěži nebo možnost diváků sledovat práce aranžérů během soutěže se u jednotlivých akcí liší.

## Kritéria
Funkcí uměleckého díla, kterým jistě je také vkusně a originálně upravená aranžérská práce, je budit estetickou libost a vytrhávat vnímatele (recipienta) z automatizovaného chápání skutečnosti, aniž by dílo samo nutně plnilo nějaké další, pragmatické funkce. Dílo vytvořené z aranžovaných květin má někdy ale plnit úlohu nenápadného doplňku, symbolu a užitečné rekvizity nebo pozadí dalšího celku nebo děje. Často je hodnocena především ekonomičnost výroby, tedy náklady na zpracování díla (pracovní sílu) a materiál a tedy prodejní cena a marže. Takže mnohdy je to právě řemeslné zpracování, technická kvalita nebo ekonomičnost výroby, a činí i z jinak průměrného díla nebo sériově vyráběného výrobku velmi zajímavý celek. Kritéria soutěže jsou tedy ještě dalším, specifickým, pohledem na aranžérské dílo.
Technická kritéria dokazují, že autor řemeslně zvládá práce spojené s aranžováním rostlin. Kritérium uživatelské pohodlnosti je u originálních prací někdy spojeno s technickou invencí při řešení a tedy zkušeností autora. Estetické kritéria hodnotí základní možné pohledy na nějaké aranžérské dílo. Lze namítat že estetické normy jsou ryze subjektivním hodnocením a vkusná a oceňovaná díla mohou být s normou snadno v rozporu. Hodnocení uměleckých prací by však mělo být schopno docenit přínos nečekaného, originálního nebo barevně nápaditého zpracování a zohlednit uměleckou invenci nad kvalitu zpracování (není-li úroveň zpracování rušivým prvkem) či dokonce kombinaci správných rostlinných druhů. Invenční umělecké dílo má estetické normy a stereotypy inteligentně záměrně narušovat.
Kritéria a faktické náhledy na celek, podle kterých je hodnoceno aranžérské dílo soutěžícího porotou, pouze v stylisticky pozměněném znění, jsou uváděna podle učebnice aranžování pro střední zemědělské školy „Floristika“:

### Technická kritéria
- stabilita, pevnost, uživatelská pohodlnost
- funkčnost a trvanlivost
- možnost zálivky u výsadby
- způsob předepsaného navázování materiálů (vatičkování)
- začištění ploch řezu a ošetření řezů voskováním a listů leskem
- začištění floristických materiálů, které nesmí být viditelné, nebo způsobovat nebezpečné situace
- dokonalost provedení floristických technik
- dokonalost úvazku a správná síla stonků
- celková čistota provedení aranžmá
- barevná a tvarová stabilita barveného materiálu ve styku s vodou
- manžeta u kytice musí být v předepsaném úhlu
- použití nových materiálů a technologií

### Estetická kritéria
- barevnost – odpovídající a vkusná barevná kombinace
- dokonalost proporcí, vztah velikostí částí k velikosti celku a sobě navzájem
- rytmus, kontrast, harmonie a linie
- přiměřenost použitého materiálu
- posouzení dokonalosti díla jako logického celku
- dokonalost kombinace rostlinných druhů a správné vyjádření jejich hodnoty
- dokonalost zpracování tematického zadání
- originalita

## Soutěže v aranžování a výstavy na počátku 21. století
Soutěže aranžérů mají různou úroveň, danou jednak výběrem aranžérů soutěžících při dané akci, tedy omezením daným pravidly aranžérů ,kteří působí v dané geopolitické destinaci, průběhem soutěže a výběrem poroty. Součástí soutěže je obvykle hodnocení a výstava ukázek prací. Často jsou členy porot nekvalifikovaní laici. Ale mimo Českou republiku musí odborník florista projít pozicemi čekatele, pozorovatele a po prověření hodnotících kritérií se může stát členem komise. Členové těchto hodnotících komisí procházejí pravidelně kurzy a školením. Lze zkoumat otázku, zda takto dochází ke zkvalitnění činnosti komise nebo zestejnění jejich názoru. Lze uvažovat, zda by vůbec měl být výrazný rozdíl v hodnocení široké (nestranné a nepodplacené) laické a odborné komise a názorem veřejnosti. Pakliže ano, bylo by třeba znovu prozkoumat, co je účelem aranžování.

### V České republice
- Brněnská růže
- Děčínská kotva
- Langard
- Flora Olomouc
- Květy
- Fleur de lys

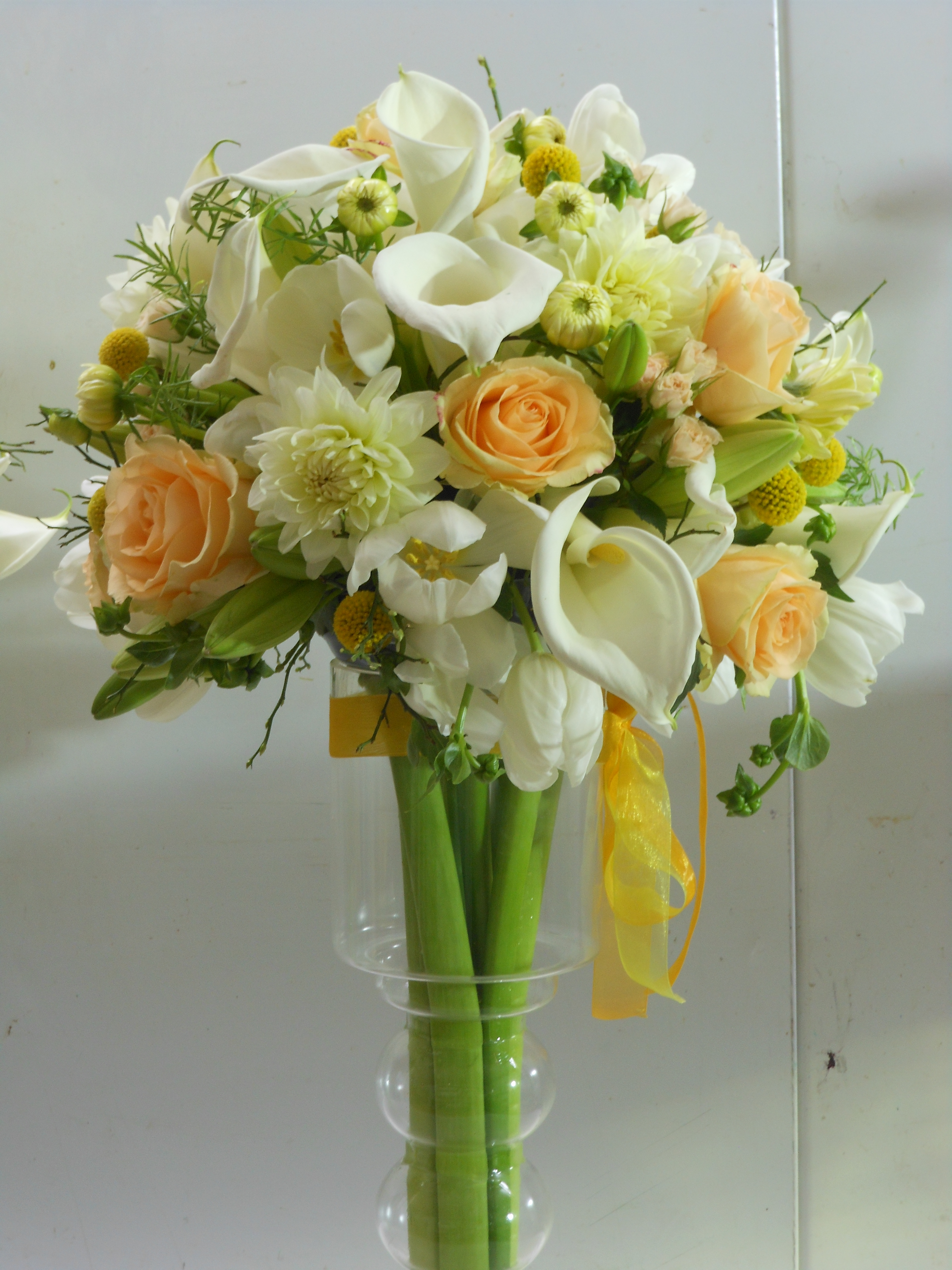
Jednoduchá barevnost pastelových odstínů a bílé nepřekvapí, ale dává více vyniknout eleganci tvaru

- Výstava v NZM Valtice – Muzeum zahradnictví a životního prostředí
- Chodské kvítí
- Floria
- „Ne“tradiční karafiát
- Polabský motýl
- Zelený Svět
- Narcis

### V zahraničí
- Floriade
- Mezinárodní zahradnický veletrh IPM Essen
- Christmasworld
- Victoria Regia
- Florissimo
- EUROFLEURS
- Euroflora
- Keukenhof
- Bundesgartenschau